# Morărești
Morărești is een Roemeense gemeente in het district Argeș.
Morărești telt 1958 inwoners.